# Alessandro Blasetti
Alessandro Blasetti (ur. 3 lipca 1900 w Rzymie, zm. 1 lutego 1987 tamże) – włoski reżyser filmowy i scenarzysta, którego twórczość zapowiadała nadejście neorealizmu.
Był jedną z czołowych postaci włoskiej kinematografii okresu faszystowskiego. Zwany często „ojcem włoskiego kina” w uznaniu jego zasług od końca lat 20. XX w., gdy dzięki jego staraniom włoskiemu kinu udało się szczęśliwie wyjść z długotrwałego kryzysu.

## Życie i twórczość
Po studiach prawniczych zajął się dziennikarstwem i krytyką filmową. Pracował dla kilku branżowych czasopism. Debiutował w roku 1929 filmem Słońce, w którym ukazał trudne życie chłopów. Benito Mussolini nazwał ten obraz „początkiem faszystowskiego filmu”. Do historii włoskiego kina przeszedł też historyczny fresk z okresu zjednoczenia Włoch pt. Rok 1860 (1934).
Blasetti był jedną z postaci lobbujących za rozwojem kinematografii włoskiej lat 30. i za wspieraniem jej przez państwo. Jednym z rezultatów tych zabiegów było powstanie studia filmowego Cinecittà w Rzymie.
Reżyser zagrał samego siebie w głośnym filmie Najpiękniejsza (1951) Luchina Viscontiego. Przewodniczył jury konkursu głównego na 20. MFF w Cannes (1967).

## Wybrana filmografia
- Słońce (Sole) (1929)
- Nerone (1930)
- Resurrectio (1930)
- Terra madre (1931)
- Palio (1932)
- Rok 1860 (1860) (1934)
- Aldebaran (1935)
- Ettore Fieramosca (1938)
- Un'avventura di Salvator Rosa (1940)
- Żelazna korona (La corona di ferro) (1941)
- Quattro passi fra le nuvole (1943)
- Un giorno nella vita (1946)
- Fabiola (1949)
- Prima comunione (1950)
- Altri tempi (1951)
- Szkoda, że to łajdak (Peccato che sia una canaglia) (1954)
- La fortuna di essere donna (1956)
- Europa di notte (1959)
- Liolà (1963)
- Io, io, io... e gli altri (1966)
- Simón Bolívar (1969)